# بخش سالت کریک (شهرستان هاکینگ، اوهایو)
بخش سالت کریک (به انگلیسی: Salt Creek Township) یک منطقهٔ مسکونی در ایالات متحده آمریکا است که در شهرستان هوکینگ، اوهایو واقع شده‌است.
 بخش سالت کریک ۱۰۹٫۰۷ کیلومتر مربع مساحت و 1218 نفر جمعیت دارد و ۳۲۲ متر بالاتر از سطح دریا واقع شده‌است.